# 안나 (2019년 장편 영화)
《안나》(Anna)는 2019년 개봉한 프랑스의 범죄, 액션, 스릴러 영화이다. 뤼크 베송이 감독과 각본을 맡았다.

## 출연진

### 주연
- 사샤 루스 - 안나 역
- 루크 에번스 - 알렉스 역
- 킬리언 머피 - 레너드 역
- 헬렌 미렌 - 올가 역

### 조연
- 레라 아보바 - 모드 역
- 알렉산더 페트로브 - 피오트르 역
- 에릭 고돈 - 바실리에프 역
- 이반 프래넥 - 모산 역
- 앤드류 하워드 - 올렉 역
- 애드리언 캔 - 존 역
- 니키타 파블렌코 - 블라트 역
- 안나 크리파 - 니카 역
- 알렉세이 마슬로두도프 - 지미 역
- 장 밥티스트 푸에쉬 - 사미 역
- 아드리안 캔 - 존 역
- 앨리슨 휠러 - 도로테 역
- 잔 올리버 슈로더 - 프레데리크 역
- 에릭 램퍼트 - 나토 역
- 폴린 호아로
- 나스타 스텐 - 안나 블론드 역